# Еквус Арт
„Еквус Арт“ е българско книгоиздателство. Името идва от еквус – кон (издателството се появява в годината на коня) и арт – изкуство.
Създадено е през 1990 г. от Галина Томова-Станкева. Издателството дебютира с първия достъпен българо-английски разговорник.

## Книги-игри
„Еквус Арт“ е издател на първата българска книга-игра – „Огнена пустиня“ на Любомир Николов – Нарви. Издателството издава в България и известните английски поредици „Пътят на тигъра“ (книги 3 до 6 от 6) и „Кървав меч“ (всичките 5 книги), както и други книги-игри.
Впоследствие „Еквус Арт“ става бутиково издателство. В малките им луксозни книжки е побрана мъдростта на вековете, обогатена с цветни илюстрации.
През 1994 г. издателската им дейност се насочва към библиофилски издания и се осъществява в серия антологии на българска поезия в 2 това във футляр – Българска лобавна лирика. Избрано; Български басни. Избрано; Българска женска поезия. Избрано; Хайку.
През 2000 г. „Еквус Арт“ лансира своите ко-продукции с английското издателство „Хелън Ексли“.